# بول ديدريكسن
بول ديدريكسن، ولد في 16 أغسطس 1905م في كوبنهاغن وتوفي في 9 أكتوبر 1964م، أيضا في كوبنهاغن. كان بول لغويا دنماركيًا معروفًا بنموذج هيكل الجمل الدنماركية والذي تم تطبيقه على نطاق واسع لوصف بنية اللغات بترتيب الكلمات الثابت، مثل اللغات الرئيسية الاسكندنافية. كان ديدريكسن أستاذًا للغة الدنماركية من عام 1943م في جامعة كوبنهاغن حتى وفاته.

## نموذج جملة ديدريكسن
من أجل وصف العمليات المختلفة في بناء الجملة الدنماركية، طور ديدريكسن نموذجًا، باستخدام الفتحات المرتبة التي يمكن إدراج عناصر اساسية لمختلف الجمل. اللغة الدنماركية هي ما يسمى لغة V2 (الفعل التاني عند ترتيب الجملة)، وهي لغة يكون فيها الفعل دائمًا بالقرب من العنصر الثاني في الجملة التي تكون جيدة التكوين، يمكن استخدام الفتحة لإدراج العديد من أنواع مختلفة من العناصر النحوية.
النموذج الأساسي يميزه مجال التاسيس ومجال الرابطة ومجال المحتوى. يحتوي حقل المعرفة على عناصر يتم نقلها خارج إحدى الفتحات الأخرى لتخدم موضوع الجملة. يحتوي مجال الرابطة على فتحات للفعل المحدود ووسيطاته ومعدلات الظرف. يحتوي مجال المحتوى على الفعل اللانهائي ومفعوله ومعدلاته الظرفية.